# Муотка, Силье Карине
Муотка, Силье Карине (норв. Silje Karine Muotka; род. 12 апреля 1975, Киркенес, Финнмарк) — норвежский саамский политический деятель из региона Нессебю, проживает в Алте, Норвегия, член исполнительного комитета Саамского парламента Норвегии с 2006 по 2016 год, после чего она возобновила свои обязанности в качестве члена парламента. С 2006 по 2008 год была президентом Ассоциация саамов Норвегии(NSR).